# Chirocephalidae
Chirocephalidae è una famiglia di crostacei anostraci, caratterizzata da mascella ridotta o vestigiale, più di due setole sulla quinta endite, preepipoditi divisi e vescicole seminali ampiamente separate.

## Tassonomia
Nella famiglia sono compresi anche i generi precedentemente collocati nelle famiglie Linderiellidae e Polyartemiidae.
- Artemiopsis G. O. Sars, 1897
- Branchinectella Daday de Dées, 1910
- Chirocephalus Prévost, 1820
- Dexteria Brtek, 1965
- Eubranchipus Verrill, 1870
- Linderiella Brtek, 1964
- Polyartemia Fischer, 1851
- Polyartemiella Daday de Dées, 1909